# ポスタス
ポスタス株式会社（英: POSTAS CO ., LTD.）は、 東京都中央区に本社を置くクラウド型POSシステム「ポスタス（POS+）」を提供する企業。2019年設立。パーソルプロセス&テクノロジー株式会社より提供開始された同名のPOSシステム「POS+（ポスタス）」が分社化された企業だが、近年は警視庁をはじめ、地方自治体など公共施設への導入が進んでいる。

## 沿革
- 2013年5月 - パーソルプロセス&テクノロジー株式会社より、飲食・小売業向けのクラウド型POSシステム「POS+（ポスタス）」を提供開始
- 2017年4月 - 株式会社ぐるなびより、「ぐるなびPOS＋（ポスタス）」を販売開始[1]
- 2019年
  - クラウド型モバイルPOSレジ 「POS+（ポスタス）」がグッドデザイン賞を受賞[2]
  - 12月 - ポスタス株式会社設立
- 2020年
  - 4月 - 会社分割によりポスタス株式会社として営業開始[3]
  - 12月 - 大阪拠点を大阪府大阪市北区梅田に開設[4]
- 2021年7月 - 警視庁119拠点にPOSレジ「POS+（ポスタス）」の提供を開始[5]
- 2022年3月 - 大阪拠点を大阪府大阪市北区大深町に移転[6]